# O Tridente
O Tridente (54° 10′ S, 37° 05′ O) é uma pequena cadeia montanhosa estreita sobrepujada por três picos, o mais alto com 1 335 m, situado no lado leste da Geleira Briggs na Geórgia do Sul. O nome tem origem no perfil dos três picos e foi dado pelo United Kingdom Antarctic Place-Names Committee (Comitê de Nomes de Lugar Antárticos do Reino Unido) (UK-APC) seguindo o levantamento feito pelo South Georgia Survey (Serviço da Geórgia do Sul) (SGS) no período de 1951-57.
 Este artigo incorpora material em domínio público  de United States Geological Survey   , documento "O Tridente" (conteúdo do Geographic Names Information System).